# Joaquín Ruiz
Joaquín Ruiz-Llorente [Chwákín Ruíz-Jorente], (* 12. leden 1958 Madrid, Španělsko) je bývalý reprezentant Španělska v judu.

## Výsledky
| Turnaj             | 1984       | 1985       | 1986       | 1987       | 1988       | 1989       | 1990       | 1991       | 1992       | 1993       | 1994       | 1995       |
| Turnaj             | 26         | 27         | 28         | 29         | 30         | 31         | 32         | 33         | 34         | 35         | 36         | 37         |
| Turnaj             | lehká váha | lehká váha | lehká váha | lehká váha | lehká váha | lehká váha | lehká váha | lehká váha | lehká váha | lehká váha | lehká váha | lehká váha |
| ------------------ | ---------- | ---------- | ---------- | ---------- | ---------- | ---------- | ---------- | ---------- | ---------- | ---------- | ---------- | ---------- |
| Olympijské hry     | úč.        | -          | -          | -          | 7.         | -          | -          | -          | úč.        | -          | -          | -          |
| Mistrovství světa  | -          | úč.        | -          | úč.        | -          | úč.        | -          | 2.         | -          | dns        | -          | úč.        |
| Mistrovství Evropy | 3.         | úč.        | dns        | 7.         | 1.         | 5.         | úč.        | dns        | 3.         | dns        | dns        | dns        |

## Podrobnější výsledky

### Olympijské hry
| Rok      | Kategorie  |  | 1/64                          | 1/32                             | 1/16                             | čtvrtfinále                     | semifinále | opravy                         | finále |
| -------- | ---------- |  | ----------------------------- | -------------------------------- | -------------------------------- | ------------------------------- | ---------- | ------------------------------ | ------ |
| LOH 1984 | lehká váha |  | x                             | výhra - 2:19/isn Alvaro Sanabria | prohra - ?/shi Liao Te-Čeng      | -                               | -          | -                              | -      |
| LOH 1988 | lehká váha |  | volný los                     | výhra - yuk/? Mohamed Méridža    | výhra - kok/shi Ezio Gamba       | prohra - yuk/shi Marc Alexandre | -          | prohra - (yus) Bertalan Hajtós | -      |
| LOH 1992 | lehká váha |  | výhra - (yus) Sérgio Oliveira | výhra - 4:46/H Miroslav Jočić    | prohra - 0:29/tno Mezian Dahmany | -                               | -          | -                              | -      |

### Mistrovství světa
| MS 1985 | lehká váha |  | x                       | výhra Andres Macion    | prohra Wiesław Błach     | -                            | -                                 | -                            |           |           |           |           |
| MS 1987 | lehká váha |  | volný los               | prohra Tošihiko Koga   | -                        | -                            | -                                 | -                            |           |           |           |           |
| MS 1989 | lehká váha |  | volný los               | prohra Mike Schulz     | -                        | -                            | -                                 | -                            |           |           |           |           |
| MS 1991 | lehká váha |  | volný los               | výhra Ku Wun-Meng      | výhra Norbert Haimberger | výhra x:xx/dab Patrick Rosso | výhra x:xx/dab Vladimer Dgebuadze | prohra yuk/son Tošihiko Koga |           |           |           |           |
| MS 1993 | -          |  | nezápasil               | nezápasil              | nezápasil                | nezápasil                    | nezápasil                         | nezápasil                    | nezápasil | nezápasil | nezápasil | nezápasil |
| MS 1995 | lehká váha |  | výhra Salken Žartybajev | prohra Diego Brambilla | -                        | -                            | -                                 | -                            |           |           |           |           |

### Mistrovství Evropy
| Rok     | Kategorie  |  | 1/32                                  | 1/16                                  | čtvrtfinále                           | semifinále                            | opravy                                | opravy               | o bronz               | finále          |
| ------- | ---------- |  | ------------------------------------- | ------------------------------------- | ------------------------------------- | ------------------------------------- | ------------------------------------- | -------------------- | --------------------- | --------------- |
| ME 1984 | lehká váha |  | výhra Frank Evensen                   | prohra Tamaz Namgalauri               | -                                     | -                                     | výhra Ilijan Nedkov                   | výhra Nicola Fetto   | výhra József Tóth     |                 |
| ME 1985 | lehká váha |  | výhra Sotiris Vakatasis               | výhra Anders Dahlin                   | prohra Richard Melillo                | -                                     | prohra Jürgen Fuechtmeyer             | -                    | -                     | -               |
| ME 1986 | -          |  | nestartoval                           | nestartoval                           | nestartoval                           | nestartoval                           | nestartoval                           | nestartoval          |                       |                 |
| ME 1987 | lehká váha |  | kompletní výsledky nejsou k dohledání | kompletní výsledky nejsou k dohledání | kompletní výsledky nejsou k dohledání | kompletní výsledky nejsou k dohledání | kompletní výsledky nejsou k dohledání | prohra Jurij Sokolov | -                     | -               |
| ME 1988 | lehká váha |  | kompletní výsledky nejsou k dohledání | kompletní výsledky nejsou k dohledání | kompletní výsledky nejsou k dohledání | kompletní výsledky nejsou k dohledání | -                                     | -                    | -                     | výhra Sven Loll |
| ME 1989 | lehká váha |  | volný los                             | výhra Guido Schumacher                | výhra Alpaslan Ayan                   | prohra Jorma Korhonen                 | -                                     | -                    | prohra Giorgi Tenadze | -               |
| ME 1990 | lehká váha |  | volný los                             | výhra Roy Stone                       | prohra Jorma Korhonen                 | -                                     | prohra Wiesław Błach                  | -                    | -                     | -               |
| ME 1991 | -          |  | nestartoval                           | nestartoval                           | nestartoval                           | nestartoval                           | nestartoval                           | nestartoval          |                       |                 |
| ME 1992 | lehká váha |  | volný los                             | výhra Olav Åse                        | výhra Oren Smadža                     | prohra Bruno Carabetta                | -                                     | -                    | výhra Jorma Korhonen  | -               |

## Sportovní kariéra

### Úspěchy
- Mistr Evropy z roku 1988 před domácím publikem
- Vicemistr světa z roku 1991 před domácím publikem

### Zajímavosti
- Tokui-waza: ne-waza, ippon seoi nage, de-aši-harai
- Styl: fyzický

Byl prvním mezinárodním úspěšným Španělem v judu pokud nepočítáme siláka Ochedu (mistr Evropy z roku 1973). Specializoval se na boj na zemi, kam se snažil orientovat většinu svých zápasů. Na ippon vítězil výjimečně. Souboje s ním byly o trpělivosti. Jakmile se dostal do vedení na body tak soupeř výsledek jen složitě otáčel - měl výbornou fyzičku.
Po nepovedeném představení na domácích olympijských hrách v roce 1992 ukončil sportovní kariéru. Nechal se však v 37 letech přemluvit k návratu, protože Španělé nedokázali za ten čas vychovat jeho nástupce. V roce 1995 se účastnil mistrovství světa, ale do olympijských her v Atlantě nevydržel.

### Rivalové
- Jorma Korhonen